# Fantoches (1914)
Fantoches consiste numa coleção panfletista que saiu a público entre janeiro e abril de 1914, cujo principal mentor foi Rocha Martins auxiliado, na ilustração, por Leça da Câmara. O objetivo destes panfletos é unicamente de crítica e ironia para com aqueles que ocupam o governo republicano, ao qual se opunha enquanto monárquico, arrastando nas suas apreciações zombateiras, personalidades como Afonso Costa, Anselmo Braamcamp Freire e Francisco Ferreira do Amaral. Uma 2.ª série de panfletos com o mesmo título viria a ser publicada entre 1923 e 1924, reforçando os amargos julgamentos de Rocha Martins para com o regime republicano.